# Aistė Zedelytė-Kaminskė
Aistė Zedelytė-Kaminskė (* 3. Februar 1976 in Vilnius) ist eine litauische  Politikerin und Vizeministerin für Bildung und Wissenschaft.

## Leben
Nach dem Abitur 1996 an der Mittelschule absolvierte Aistė Zedelytė von 1996 bis 2000 das Bachelorstudium der Rechtswissenschaft an der Rechtsakademie Litauens und 2008 das Masterstudium Recht an der Mykolo Romerio universitetas in der litauischen Hauptstadt Vilnius. Von 
1996 bis 2006 arbeitete sie als Inspektorin bei Vadovybės apsaugos departamentas, von 2006 bis 2023 als Beraterin in der Regierungskanzlei Litauens und von 2017 bis 2018 als Beraterin am Sozialministerium Litauens.
Seit August 2023 ist sie Vizeministerin für Bildung und Wissenschaft, Stellvertreterin des Ministers im Kabinett Šimonytė, geleitet von Ingrida Šimonytė.
Sie ist verheiratet und hat zwei Kinder.